# Oncopodium antoniae
Oncopodium antoniae är en svampart som beskrevs av Sacc. & D. Sacc. 1904. Oncopodium antoniae ingår i släktet Oncopodium, divisionen sporsäcksvampar och riket svampar.   Inga underarter finns listade i Catalogue of Life.